# Hams Hall
Hams Hall är en plats vid Lea Marston i North Warwickshire utanför Birmingham i England som fått sitt namn efter den herrgård som förr låg där. Huset var tillhörde familjen Adderley men köptes och nedmonterades 1921 för att flyttas till Coates i närheten av Cirencester i Gloucestershire. E.ON äger nu Hams Hall Industrial Park på platsen. BMW har en motorfabrik där.